# Gabriel Skantze
Gabriel Lars Patrik Skantze, född 13 juli 1975 i Hedvig Eleonora församling i Stockholm, är en svensk tvärvetenskaplig forskare inom talteknologi, språkteknologi, artificiell intelligens, lingvistik och människa-datorinteraktion.

## Bakgrund
Skantze har en magisterexamen i kognitionsvetenskap vid Linköpings universitet och år 2007 doktorerade han i talkommunikation vid KTH. Efter att ha varit postdoktor vid Universität Potsdam, blev han år 2012 docent i talteknologi vid KTH i Stockholm och år 2018 blev han professor i talteknologi, med inriktning mot dialogsystem, vid KTH:s institution för tal, musik och hörsel. Han är son till Patrik och Margareta Skantze.

## Forskning
Skantzes forskning är inriktad på studier av mänsklig kommunikation med utveckling av beräkningsmodeller som tillåter datorer och robotar att samtala med människor. Hans forskning omfattar aspekter som turtagning, återkoppling, och språkinlärning . 
År 2014 var Skantze med och grundande företaget Furhat Robotics.

## Utmärkelser, ledamotskap
Skantze var Ledamot av Sveriges unga akademi 2015-2020 . 
2019 valdes han som ordförande för SIGdial, ACL (Association for Computational Linguistics) Special Interest Group on Discourse and Dialogue .